# RGP Pipeline (пропіленопровід)
RGP Pipeline – трубопровід в Луїзіані, який сполучає логістичний хаб у Соренто з районом Breaux Bridge.
Дещо південніше за Батон-Руж діє комплекс підземних сховищ Соренто, до якого сходяться лінії від численних підприємств нафтопереробної та нафтохімічної промисловості, а одним з продуктів, що проходять через цей хаб, є пропілен. Для постачання звідси на захід виробленого на НПЗ пропілену (якість refinery-grade-propylene, RGP) працює трубопровід Lou-Tex Propylene Pipeline, котрий тягнеться до техаського Монт-Бельв’ю. В той же час, від розташованого дещо західніше хабу Breaux Bridge в той самий Монт-Бельв’ю прямує система Lou-Tex NGL Pipeline, призначена передусім для зріджених вуглеводневих газів, проте здатна також перекачувати партії пропілену. У середині 2010-х власник обох названих трубопроводів компанія Enterprise Products Partners вирішила доповнити їх ще однією ділянкою між Соренто та Breaux Bridge. Новий трубопровід RGP Pipeline призначений для транспортування пропілену якістю RGP та має довжину 65 миль при діаметрі 250 мм.
Можливо відзначити, що існують плани переведення з 2020 року Lou-Tex Propylene Pipeline на перекачування у реверсному режимі (з Техасу до Луїзіани) більш якісного продукту – polymer-grade-propylene, котрий виробляється на спеціалізованих підприємствах нафтохімічної промисловості. При цьому комбінація RGP Pipeline та Lou-Tex NGL Pipeline продовжить надавати можливість для поставок пропілену, отриманого на НПЗ.